# سیارک ۱۲۲۵۸
سیارک ۱۲۲۵۸ (به انگلیسی: 12258 Oscarwilde، نامگذاری:1989GN4) دوازده هزار و دویست و پنجاه و هشتمین سیارک کشف شده‌است که در ۳ آوریل ۱۹۸۹ کشف شد.
قدر مطلق سیارک برابر ۱۹.۵ است.